# Gornje Pale
Gornje Pale (cyr. Горње Пале) – wieś w Bośni i Hercegowinie, w Republice Serbskiej, w mieście Sarajewo Wschodnie, w gminie Pale. W 2013 roku liczyła 694 mieszkańców.